# Acrotaeniostola dissimilis
Acrotaeniostola dissimilis är en tvåvingeart som beskrevs av Zia 1937. Acrotaeniostola dissimilis ingår i släktet Acrotaeniostola och familjen borrflugor. Inga underarter finns listade i Catalogue of Life.